# Fats Navarro
Theodore Navarro (Key West, 24 september 1923 – New York, 7 juli 1950) was een Amerikaanse jazztrompettist van de be-bop.

## Biografie
Fats Navarro had Cubaanse, Afro-Amerikaanse en Chinese voorouders en speelde als kind eerst piano (zijn ook pianospelende vader stuurde hem op 6-jarige leeftijd op onderricht), maar begon op 13-jarige leeftijd trompet en tenorsaxofoon te spelen. Zijn eerste baan in een band had hij in het orkest van Walter Johnson in Miami.
In 1941 verliet hij de school en werd in New Orleans lid van de band van Sol Albright, waarmee hij op tournee ging en in hetzelfde jaar wisselde hij naar het orkest van Snookum Russell in Indianapolis, waar hij bevriend raakte met de trombonist J.J. Johnson. Russells band telde tijdens de jaren 1940 als een van de populaire Territory-bands en was voor de jonge trompettist een goede trainingsmogelijkheid. Naast J.J. Johnson speelde daar ook Ray Brown. Na twee jaar bij Russell werd hij eerste solist met de trompet. Tijdens deze periode werd zijn stijl sterk gekenmerkt door Roy Eldridge en zijn neef Charlie Shavers.
Vervolgens speelde hij van 1943 tot 1945 in Kansas City bij Andy Kirk in diens beroemde swingorkest Twelve Clouds Of Joy. De eerste trompettist van het orkest Howard McGhee werd zijn beste vriend en leermeester, die hem ook bekend maakte met de bop, die Navarro kon horen in de jazzclubs van 52nd Street. In december 1943 ontstonden Navarro's eerste opnamen met de Kirk-band voor Decca Records met Fare Thee Well Honey / Baby, Don't You Tell Me No Lie.
In 1944 trad hij op in New York. Zijn optreden in het Apollo Theatre maakte indruk op de critici. In 1945 verving hij zijn voorbeeld Dizzy Gillespie (op diens voorspraak) in de sterk door bop beïnvloede band van Billy Eckstine, echter zijn lidmaatschap bij Billy Eckstine and His Orchestra eindigde al een jaar later. Aangezien de labels echter meer geïnteresseerd waren in de balladen van Eckstine, bestonden er slechts weinige opnamen met soli van de trompettist in deze band. Na zijn afscheid bij Eckstine bleef Navarro in New York. In de stad ontstonden aan het einde van het bigbandtijdperk talrijke kleine ensembles, die het ideale formaat hadden voor hem. Zo ontstonden opnamen met Leo Parker, Sonny Stitt, Kenny Dorham en het McGhee/Navarro Boptet.
Daarna speelde hij vanaf 1947 als stersolist in de band van pianist Tadd Dameron, maar ook met Illinois Jacquet, Tommy Reynolds, Lionel Hampton en Coleman Hawkins. Tijdens deze periode was hij ook solist in een van de Allstars-bands, die in het kader van de Jazz at the Philharmonic concerten speelden in de Carnegie Hall. Zijn verbinding met Tadd Dameron telt als zijn muzikaal productiefste periode. De invloed van de pianist bracht een meer lyrisch accent in zijn spel. Navarro was een van de hoofdsolisten in zijn ensemble, waarin hij toentertijd speelde met muzikanten als Wardell Gray, Allen Eager, J.J. Johnson, Milt Jackson, Curley Russell, Nelson Boyd en Kenny Clarke. Legendarisch zijn de optredens in de New Yorkse club Royal Roost. In 1948 nam hij ook een nummer op als lid van het bop-georiënteerd Benny Goodman Septet (Stealin Apples).
Navarro had tot dit tijdpunt een grote reputatie bij het jazzpubliek, critici en collega's. In 1948 was hij winnaar van de lezerspoll van het tijdschrift Metronome en trad daarna op met de Metronome All Stars. De Spaans sprekende Navarro speelde ook soms bij jamsessies in de clubs van het latin jazzcircuit in New York. Ondanks het succes formeerde Navarro geen eigen band, dus ontstonden onder zijn eigen naam slechts weinig nummers. Hij nam met de percussionist Chino Pozo het Dameron-nummer Jahbero op, dat is gebaseerd op All the Things You Are. Begin 1949 speelde hij met Casbah een verdere Dameron-compositie in, die was gebaseerd op de standard Out of Nowhere uit 1931. Hieraan werkten de Afro-Cubaanse percussionisten Diego Ibarra en Carlos Vidal Bolado mee. Eind 1949 ontstond de bop-mambo Stop, die Don Lanphere had geschreven op basis van Pennies From Heaven.
De ziekte tuberculose beperkte zijn activiteiten in de laatste zeventien maanden van zijn leven. Tevens was hij verslaafd aan harddrugs. Desondanks ging hij in februari en maart 1949 op een JATP-tournee. In 1949 vonden derhalve slechts twee studiosessies plaats: een in augustus met Bud Powell en een verdere in september met Don Lanphere. Als laatste haalde Charlie Parker hem in 1950 bij diens kwartet. Kort voor zijn overlijden ontstonden nog live-opnamen uit het Birdland. Toentertijd woog hij nog slechts 55 kg en bij zijn dood welgeteld nog 35 kg.
Navarro liet in totaal ongeveer 150 opnamen na. In 1982 werd hij door een internationale criticigroep gekozen in de DownBeat Hall of Fame. Hij telt als de hoofdinvloed voor Clifford Brown en de opvolgende generatie trompettisten als Benny Bailey, Lee Morgan, Freddie Hubbard, Sam Noto, Woody Shaw en later Roy Hargrove.

## Overlijden
Fats Navarro overleed op 26-jarige leeftijd aan de gevolgen van zijn heroïneverslaving, alcoholverslaving en tuberculose. Wegens zijn corpulentie en zijn hoge stem had hij ook de door hem gehate bijnaam Fat Girl gekregen.

## Discografie
- 1946: Memorial - "Fats-Klook-Sonny-Kinney" (Savoy Records, 1946/47) met Kenny Dorham, Sonny Stitt, Bud Powell, Kenny Clarke, Curly Russell, Gil Fuller (arr)
- 1946: Eddie Lockjaw Davis: 1946-1947 (Classics)
- 1946: Illinois Jacquet: 1945-1946 (Classics)
- 1946: Goin´ To Minton´s (Savoy, 1946–47) met Bud Powell, Sonny Stitt, Tadd Dameron, Art Blakey, Kenny Clarke
- 1946: Nostalgia (Savoy, 1946/47) met Eddie Lockjaw Davis, Dexter Gordon, Al Haig, Art Blakey
- 1948: Howard McGhee: On Dial - The Complete Sessions 1945-1947 (Spotlite)
- 1948: Howard McGhee: 1948 (Classics)
- 1947: The Fabulous Fats Navarro, Vol 1 & 2, (Blue Note 1947–48), heruitgave
- 1947: The Complete Fats Navarro On Blue Note And Capitol (Blue Note, 1947–49)
- 1948: Fats Navarro Featured With The Tadd Dameron Band (Milestone) met Milt Jackson, Kenny Clarke
- 1950: Bird & Fats - Live At Birdland (Cool & Blue) met Charlie Parker, Bud Powell, Tommy Potter, Curley Russell, Art Blakey, Roy Haynes
- 1950: Bud Powell: The Amazing Bud Powell, Volume 1 (Blue Note)
- 1950: The Fats Navarro Story (Proper, 4-cd-compilatie)